# Lijst van rijksmonumenten in Assen (plaats)
Assen telt 131 inschrijvingen in het rijksmonumentenregister. Hieronder een compleet overzicht.
| Object                                                                                                   | Oorspronkelijke functie?  | Bouwjaar                                           | Architect                              | Locatie                 | Coördinaten?                  | Nr.?   | Afbeelding             |
| --- | ------------------------- | -------------------------------------------------- | -------------------------------------- | ----------------------- | ----------------------------- | ------ | ---------------------- |
| Overcingel                                                                                               | Woonhuis                  | 1777/1778                                          | A.M. Sorg                              | Oostersingel 27         | 52° 59' 32" NB, 6° 33' 58" OL | 408929 | Meer afbeeldingen      |
| Overcingel, tuin                                                                                         | Tuin, park en plantsoen   | ca. 1823                                           | L.P. Roodbaard                         | Oostersingel 27         | 52° 59' 32" NB, 6° 33' 58" OL | 408930 | Meer afbeeldingen      |
| Overcingel, schuur                                                                                       | Boerderij                 | voor 1809                                          |                                        | Oostersingel 27         | 52° 59' 33" NB, 6° 33' 59" OL | 408931 | Meer afbeeldingen      |
| Overcingel, toegangshek                                                                                  | Grensafbakening           | 19e eeuw                                           |                                        | Oostersingel 27         | 52° 59' 33" NB, 6° 33' 58" OL | 408932 | Meer afbeeldingen      |
| Overcingel, Chinese koepel                                                                               | Bijgebouwen kastelen enz. | 1820 (verm.)                                       |                                        | Oostersingel 27         | 52° 59' 32" NB, 6° 33' 58" OL | 408933 | Meer afbeeldingen      |
| Overcingel, heksenbol                                                                                    | Tuin, park en plantsoen   | ca. 1900                                           |                                        | Oostersingel 27         | 52° 59' 32" NB, 6° 33' 58" OL | 408934 | Meer afbeeldingen      |
| Overcingel, brugleuningen                                                                                | Tuin, park en plantsoen   | 19e eeuw                                           |                                        | Oostersingel 27         | 52° 59' 32" NB, 6° 34' 5" OL  | 408935 | Meer afbeeldingen      |
| Overcingel, zonnewijzer                                                                                  | Tuin, park en plantsoen   | 19e eeuw (sokkel)                                  |                                        | Oostersingel 27         | 52° 59' 31" NB, 6° 33' 58" OL | 408936 | Upload foto            |
| Overcingel, sokkel                                                                                       | Tuin, park en plantsoen   | 19e eeuw                                           |                                        | Oostersingel 27         | 52° 59' 31" NB, 6° 33' 59" OL | 408937 | Meer afbeeldingen      |
| Dienstwoning                                                                                             | Dienstwoning              | ca. 1910                                           | A. de Vries Hzn.                       | Stationsstraat 28       | 52° 59' 35" NB, 6° 34' 4" OL  | 408938 | Meer afbeeldingen      |
| Boerderij met achterbaander onder rieten schilddak                                                       | Boerderij                 | 19e eeuw                                           |                                        | Marsdijk 5              | 53° 0' 51" NB, 6° 34' 21" OL  | 46521  | Meer afbeeldingen      |
| De Hofstede                                                                                              | Woonhuis                  | 1882                                               | J. van Houten                          | Vaart Noordzijde 116    | 52° 59' 40" NB, 6° 32' 53" OL | 468929 | Meer afbeeldingen      |
| Rustica                                                                                                  | Woonhuis                  | 1897                                               |                                        | Vaart Noordzijde 114    | 52° 59' 40" NB, 6° 32' 55" OL | 468930 | Meer afbeeldingen      |
| Huis met de Vazen                                                                                        | Woonhuis                  | 1883                                               |                                        | Vaart Noordzijde 76     | 52° 59' 39" NB, 6° 33' 8" OL  | 468931 | Meer afbeeldingen      |
| Voormalige sluiswachterswoning                                                                           | Woonhuis                  | 1862                                               |                                        | Het Kanaal 45           | 52° 59' 44" NB, 6° 33' 13" OL | 468932 | Meer afbeeldingen      |
| Voormalig kantoor havenmeester/Waterstaat                                                                | Overheidsgebouw           | ca. 1875                                           |                                        | Alteveerstraat 104      | 52° 59' 44" NB, 6° 33' 17" OL | 468933 | Meer afbeeldingen      |
| Huis met het Stoepie                                                                                     | Woonhuis                  | 1819                                               |                                        | Vaart Noordzijde 66b-68 | 52° 59' 39" NB, 6° 33' 16" OL | 468934 | Meer afbeeldingen      |
| Woonhuis met bovenverdieping van het Asser type                                                          | Woonhuis                  | ca. 1828, verbouwing ca. 1908                      | J. van Houten (verbouwing)             | Vaart Noordzijde 50     | 52° 59' 39" NB, 6° 33' 22" OL | 468935 | Meer afbeeldingen      |
| Woonhuis in aan het neoclassicisme ontleende stijl                                                       | Woonhuis                  |                                                    |                                        | Vaart Noordzijde 42     | 52° 59' 39" NB, 6° 33' 24" OL | 468936 | Meer afbeeldingen      |
| Woonhuis in eclectische stijl, gebouwd voor R. Vos                                                       | Woonhuis                  | 1869                                               | H.C. Winters                           | Vaart Noordzijde 6      | 52° 59' 39" NB, 6° 33' 31" OL | 468937 | Meer afbeeldingen      |
| Noorderbegraafplaats, toegangshek                                                                        | Erfscheiding              |                                                    |                                        | Kerkhofslaan            | 52° 59' 34" NB, 6° 33' 8" OL  | 468939 | Meer afbeeldingen      |
| Noorderbegraafplaats, grafmonument Brumsteede                                                            | Begraafplaats en -onderdl | 1881                                               |                                        | Kerkhofslaan            | 52° 59' 33" NB, 6° 33' 0" OL  | 468940 | Meer afbeeldingen      |
| Noorderbegraafplaats, grafmonument Van Bulderen                                                          | Begraafplaats en -onderdl | 1872                                               |                                        | Kerkhofslaan            | 52° 59' 33" NB, 6° 33' 0" OL  | 468941 | Meer afbeeldingen      |
| Pakhuis van Benes                                                                                        | Opslag                    | 1840                                               |                                        | Vaart Zuidzijde 69      | 52° 59' 37" NB, 6° 33' 9" OL  | 468942 | Meer afbeeldingen      |
| Huis met de Wenkbrauwen                                                                                  | Woonhuis                  | 1841                                               |                                        | Vaart Zuidzijde 55-55a  | 52° 59' 37" NB, 6° 33' 13" OL | 468943 | Meer afbeeldingen      |
| Dubbel woonhuis in overgangsstijl                                                                        | Woonhuis                  | 1905                                               |                                        | Vaart Zuidzijde 43-45   | 52° 59' 37" NB, 6° 33' 17" OL | 468944 | Meer afbeeldingen      |
| Woonhuis in kubistisch expressionistische stijl met invloeden van de Stijl en de Haagse School           | Woonhuis                  | 1934                                               | J.F.A. Göbel                           | Vaart Zuidzijde 41A     | 52° 59' 37" NB, 6° 33' 18" OL | 468945 | Meer afbeeldingen      |
| Breed woonhuis uit twee samengevoegde panden                                                             | Woonhuis                  | ca. 1782                                           |                                        | Vaart Zuidzijde 25A     | 52° 59' 37" NB, 6° 33' 24" OL | 468946 | Meer afbeeldingen      |
| Woonhuis met koetshuis                                                                                   | Woonhuis                  | 1782 (oorspr.) verbouwd rond 1875                  |                                        | Vaart Zuidzijde 23B     | 52° 59' 37" NB, 6° 33' 25" OL | 468947 | Meer afbeeldingen      |
| Woonhuis annex kantoor                                                                                   | Woonhuis                  | 1902-1905                                          | J. van Houten                          | Vaart Zuidzijde 19      | 52° 59' 37" NB, 6° 33' 27" OL | 468948 | Meer afbeeldingen      |
| Gratamahuis                                                                                              | Woonhuis                  | 1810 (oorspr.) verbouwd rond 1867, in 1919 en 1924 |                                        | Vaart Zuidzijde 11      | 52° 59' 36" NB, 6° 33' 28" OL | 468949 | Meer afbeeldingen      |
| Hofstedehuis                                                                                             | Woonhuis                  | 1783-1784                                          | A.M. Sorg                              | Markt 11-13             | 52° 59' 36" NB, 6° 33' 36" OL | 468956 | Meer afbeeldingen      |
| Woonhuis met lijstgevel                                                                                  | Woonhuis                  | 1885                                               | H.C. Winters                           | Collardslaan 2          | 52° 59' 34" NB, 6° 33' 36" OL | 468957 | Meer afbeeldingen      |
| Jozefkerk, consistorie                                                                                   | Kerk en kerkonderdeel     | 1850-1900                                          |                                        | Collardslaan 2A         | 52° 59' 33" NB, 6° 33' 36" OL | 468958 | Jozefkerk, consistorie |
| Woonhuis Dr. Nassaulaan 20 in Um 1800-stijl                                                              | Woonhuis                  | 1915                                               | G. Knuttel jr.                         | Dr. Nassaulaan 20       | 52° 59' 29" NB, 6° 33' 21" OL | 468959 | Meer afbeeldingen      |
| Woonhuis Dr. Nassaulaan 16 in overgangsstijl                                                             | Woonhuis                  | ca. 1900                                           | A. de Vries Hzn.                       | Dr. Nassaulaan 16       | 52° 59' 29" NB, 6° 33' 22" OL | 468960 | Meer afbeeldingen      |
| Villa Aschwing                                                                                           | Woonhuis                  | 1877                                               | A. van der Steur jr.                   | Dr. Nassaulaan 9        | 52° 59' 28" NB, 6° 33' 25" OL | 468961 | Meer afbeeldingen      |
| Woonhuis Dr. Nassaulaan 8 in aan de neorenaissance verwante bouwstijl met invloeden van de chaletstijl   | Woonhuis                  | ca. 1885                                           | T. Boonstra                            | Dr. Nassaulaan 8        | 52° 59' 30" NB, 6° 33' 27" OL | 468962 | Meer afbeeldingen      |
| Woonhuis Betsy                                                                                           | Woonhuis                  | 1897                                               | T. Boonstra                            | Dr. Nassaulaan 12       | 52° 59' 29" NB, 6° 33' 24" OL | 468963 | Meer afbeeldingen      |
| Woonhuis Dr. Nassaulaan 7 in eclectische stijl met invloeden van de gotiek en de chaletstijl             | Woonhuis                  | 1876                                               | G. Stel                                | Dr. Nassaulaan 7        | 52° 59' 28" NB, 6° 33' 26" OL | 468964 | Meer afbeeldingen      |
| Woonhuis Gymnasiusstraat 1 in sobere baksteenbouw                                                        | Woonhuis                  | ca. 1875                                           |                                        | Gymnasiumstraat 1       | 52° 59' 31" NB, 6° 33' 30" OL | 468965 | Meer afbeeldingen      |
| Onze-Lieve-Vrouw-ten-Hemelopnemingkerk                                                                   | Kerk en kerkonderdeel     | 1933-1934                                          | J. van Dongen jr. i.s.m. J.F.A. Göbel  | Dr. Nassaulaan 3B       | 52° 59' 29" NB, 6° 33' 32" OL | 468967 | Meer afbeeldingen      |
| R.K. Kerk Maria ten Hemelopneming, parochiehuis                                                          | Vergadering en vereniging | 1934-1935                                          | J. van Dongen jr.                      | Dr. Nassaulaan 3C       | 52° 59' 29" NB, 6° 33' 31" OL | 468968 | Meer afbeeldingen      |
| R.K. Kerk Maria ten Hemelopneming, pastorie                                                              | Woonhuis                  | 1900 verbouwd in 1934                              | J. Smallenbroek                        | Dr. Nassaulaan 3        | 52° 59' 30" NB, 6° 33' 33" OL | 468969 | Meer afbeeldingen      |
| Woonhuis Dr. Nassaulaan 1 in sobere variant van de neo-classicistische stijl                             | Woonhuis                  | 1809                                               |                                        | Dr. Nassaulaan 1        | 52° 59' 31" NB, 6° 33' 34" OL | 468970 | Meer afbeeldingen      |
| Woonhuis met koetshuis                                                                                   | Woonhuis                  | 1846                                               |                                        | Collardslaan 1          | 52° 59' 32" NB, 6° 33' 33" OL | 468971 | Meer afbeeldingen      |
| Post- en Telegraafkantoor                                                                                | Overheidsgebouw           | 1895                                               | C.H. Peters                            | Zuidersingel 12         | 52° 59' 32" NB, 6° 33' 38" OL | 468972 | Meer afbeeldingen      |
| Dubbel woonhuis in neorenaissancestijl                                                                   | Woonhuis                  | ca. 1890                                           | J. Smallenbroek                        | Kerkstraat 5            | 52° 59' 34" NB, 6° 33' 36" OL | 468973 | Meer afbeeldingen      |
| Winkel annex woonhuis in Um 1800-stijl                                                                   | Woonhuis                  | ca. 1915                                           | Y. van der Veen                        | Markt 17                | 52° 59' 37" NB, 6° 33' 39" OL | 468974 | Meer afbeeldingen      |
| Winkel annex woonhuis in overgangsstijl                                                                  | Woonhuis                  | 1905                                               | M. de Vries Azn.                       | Kerkstraat 20-24        | 52° 59' 36" NB, 6° 33' 38" OL | 468975 | Meer afbeeldingen      |
| Hertenstal                                                                                               | Dierenverblijf            | ca. 1875                                           |                                        | Hertenkamp t.o. 4       | 52° 59' 25" NB, 6° 33' 22" OL | 468976 | Meer afbeeldingen      |
| Blok van vijf officierswoningen                                                                          | Woonhuis                  | 1895                                               | T. Boonstra                            | Hertenkamp 4-8          | 52° 59' 23" NB, 6° 33' 22" OL | 468977 | Meer afbeeldingen      |
| Woonhuis Hertenkamp 1                                                                                    | Woonhuis                  | 1875                                               | J. ten Horn                            | Hertenkamp 1            | 52° 59' 25" NB, 6° 33' 25" OL | 468978 | Meer afbeeldingen      |
| 't Groote Holt                                                                                           | Woonhuis                  | 1875                                               |                                        | Van der Feltzpark 4     | 52° 59' 26" NB, 6° 33' 27" OL | 468979 | Meer afbeeldingen      |
| Rijks Hogere Burgerschool                                                                                | Onderwijs en wetenschap   | 1867                                               | H.C. Winters                           | Beilerstraat 30         | 52° 59' 24" NB, 6° 33' 28" OL | 468980 | Meer afbeeldingen      |
| Woonhuis Van der Feltzpark 2 in eclectische stijl                                                        | Woonhuis                  | ca. 1875                                           |                                        | Van der Feltzpark 2     | 52° 59' 27" NB, 6° 33' 27" OL | 468981 | Meer afbeeldingen      |
| Oakland                                                                                                  | Woonhuis                  | 1878                                               |                                        | Beilerstraat 41         | 52° 59' 24" NB, 6° 33' 31" OL | 469324 | Meer afbeeldingen      |
| Woonhuis in eclectische stijl                                                                            | Woonhuis                  | ca. 1880                                           |                                        | Beilerstraat 24         | 52° 59' 27" NB, 6° 33' 31" OL | 469325 | Meer afbeeldingen      |
| De Oude Pastorie                                                                                         | Woonhuis                  | 1870                                               |                                        | Beilerstraat 20         | 52° 59' 27" NB, 6° 33' 34" OL | 469326 | Meer afbeeldingen      |
| Woonhuis in overgangsstijl                                                                               | Woonhuis                  | 1902                                               |                                        | Beilerstraat 10         | 52° 59' 29" NB, 6° 33' 35" OL | 469327 | Meer afbeeldingen      |
| De Pauw                                                                                                  | Woonhuis                  | 1934                                               | T. de Haan                             | Port Natalweg 2         | 52° 59' 13" NB, 6° 34' 2" OL  | 469328 | Meer afbeeldingen      |
| Wilhelminaziekenhuis                                                                                     | Gezondheidszorg           | 1930                                               | J. en Th. Stuivinga                    | Oosterhoutstraat 9      | 52° 59' 25" NB, 6° 33' 51" OL | 469329 | Meer afbeeldingen      |
| Johan Willem Frisokazerne, Wilhelmina                                                                    | Militair verblijfsgebouw  | 1893                                               |                                        | Witterstraat bij 126    | 52° 59' 33" NB, 6° 32' 44" OL | 469331 | Meer afbeeldingen      |
| Johan Willem Frisokazerne, Emma                                                                          | Militair verblijfsgebouw  | 1893-1895                                          |                                        | Vaart Zuidzijde         | 52° 59' 33" NB, 6° 32' 44" OL | 469332 | Meer afbeeldingen      |
| Johan Willem Frisokazerne, Hendrik                                                                       | Militair verblijfsgebouw  | 1893-1895                                          |                                        | Vaart Zuidzijde         | 52° 59' 33" NB, 6° 32' 44" OL | 469333 | Meer afbeeldingen      |
| Johan Willem Frisokazerne, bureel annex gymnastiekgebouw                                                 | Militair verblijfsgebouw  | ca. 1910                                           |                                        | Witterstraat bij 126    | 52° 59' 33" NB, 6° 32' 44" OL | 469334 | Meer afbeeldingen      |
| Johan Willem Frisokazerne, hekken en schildwachthuisjes                                                  | Erfscheiding              | 1893                                               |                                        | Witterstraat bij 126    | 52° 59' 29" NB, 6° 32' 20" OL | 469335 | Meer afbeeldingen      |
| Zuiderkerk                                                                                               | Kerk en kerkonderdeel     | 1923-1925                                          | A. Smallenbroek                        | Zuidersingel 79-81      | 52° 59' 30" NB, 6° 33' 42" OL | 469336 | Meer afbeeldingen      |
| Woonhuis in overgangsstijl                                                                               | Woonhuis                  | 1906 (verbouwing)                                  | J. Smallenbroek                        | Torenlaan 11            | 52° 59' 34" NB, 6° 33' 44" OL | 469337 | Meer afbeeldingen      |
| Woonhuis in overgangsstijl                                                                               | Woonhuis                  | ca. 1895                                           | T. Boonstra                            | Beilerstraat 9          | 52° 59' 30" NB, 6° 33' 37" OL | 469338 | Meer afbeeldingen      |
| Woonhuis met koetshuis                                                                                   | Woonhuis                  | 1847                                               |                                        | Beilerstraat 5          | 52° 59' 30" NB, 6° 33' 37" OL | 469339 | Meer afbeeldingen      |
| Blok van drie woningen in overgangsstijl                                                                 | Woonhuis                  | 1905                                               | P. Belgraver                           | Beilerstraat 61         | 52° 59' 21" NB, 6° 33' 33" OL | 469340 | Meer afbeeldingen      |
| Dubbel woonhuis in de stijl van de Haagse school                                                         | Woonhuis                  | 1932-1933                                          | A. van Oosten                          | Parkstraat 25           | 52° 59' 20" NB, 6° 33' 55" OL | 469341 | Meer afbeeldingen      |
| Woningblok van zeven woningen                                                                            | Woonhuis                  | 1921                                               | Y.D. Havermans                         | Oosterhoutstraat 15     | 52° 59' 23" NB, 6° 33' 50" OL | 469343 | Meer afbeeldingen      |
| Woningblok van zeven woningen                                                                            | Woonhuis                  | 1921                                               | Y.D. Havermans                         | Oosterhoutstraat 23     | 52° 59' 22" NB, 6° 33' 48" OL | 469344 | Meer afbeeldingen      |
| Woonhuis in kubistisch expressionistische stijl met invloeden van de Haagse School en het functionalisme | Woonhuis                  | 1931                                               | J.F.A. Göbel                           | Plataanweg 3            | 52° 59' 19" NB, 6° 33' 58" OL | 469345 | Meer afbeeldingen      |
| Woonhuis in aan de Amsterdamse School verwante stijl met invloeden van de cottage-stijl                  | Woonhuis                  | 1927-1928                                          | A. van Oosten                          | Plataanweg 33           | 52° 59' 14" NB, 6° 34' 4" OL  | 469346 | Meer afbeeldingen      |
| Woonhuis in eclectische stijl met neorenaissancekenmerken                                                | Woonhuis                  | 1886                                               | H.C. Winters                           | Torenlaan 6             | 52° 59' 36" NB, 6° 33' 44" OL | 469347 | Meer afbeeldingen      |
| Woonhuis in eclectische stijl                                                                            | Woonhuis                  | 1882                                               |                                        | Torenlaan 2             | 52° 59' 36" NB, 6° 33' 45" OL | 469348 | Meer afbeeldingen      |
| Dubbel woonhuis in een aan de Art Nouveau verwante stijl                                                 | Woonhuis                  | 1905                                               |                                        | Torenlaan 3             | 52° 59' 35" NB, 6° 33' 45" OL | 469349 | Meer afbeeldingen      |
| Woonhuis in overgangsstijl                                                                               | Woonhuis                  | 1903                                               |                                        | Torenlaan 1             | 52° 59' 35" NB, 6° 33' 46" OL | 469350 | Meer afbeeldingen      |
| Woonhuis in eclectische stijl met neorenaissancekenmerken                                                | Woonhuis                  | 1886                                               |                                        | Zuidersingel 21         | 52° 59' 31" NB, 6° 33' 52" OL | 469351 | Meer afbeeldingen      |
| Woonhuis in overgangsstijl                                                                               | Woonhuis                  | late 19e eeuw verbouwd in 1910                     |                                        | Zuidersingel 11         | 52° 59' 31" NB, 6° 33' 53" OL | 469352 | Meer afbeeldingen      |
| Woonhuis in eclectische stijl met neorenaissancekenmerken                                                | Woonhuis                  | 1885                                               | H.C. Winters                           | Oostersingel 25         | 52° 59' 34" NB, 6° 33' 57" OL | 469353 | Meer afbeeldingen      |
| Borneo                                                                                                   | Werk-woonhuis             | 1908                                               | M. de Vries Azn.                       | Oostersingel 19         | 52° 59' 36" NB, 6° 33' 57" OL | 469354 | Meer afbeeldingen      |
| Woonhuis in eclectische stijl                                                                            | Woonhuis                  | 1871                                               | H.C. Winters                           | Oostersingel 3A-5       | 52° 59' 39" NB, 6° 33' 57" OL | 469355 | Meer afbeeldingen      |
| Woonhuis in eclectische stijl                                                                            | Woonhuis                  | ca. 1870                                           |                                        | Noordersingel 45        | 52° 59' 40" NB, 6° 33' 56" OL | 469356 | Meer afbeeldingen      |
| Drents Archief                                                                                           | Onderwijs en wetenschap   | 1897-1901                                          | C.H. Peters                            | Brink 4                 | 52° 59' 36" NB, 6° 33' 52" OL | 469357 | Meer afbeeldingen      |
| Gouvernementsgebouw                                                                                      | Bestuursgebouw en onderdl | 1879                                               | J. van Lokhorst i.s.m. J.P. Havelaar   | Brink 1                 | 52° 59' 36" NB, 6° 33' 50" OL | 469358 | Meer afbeeldingen      |
| Telegraafkantoor                                                                                         | Overheidsgebouw           | 1874                                               |                                        | Brink 41                | 52° 59' 34" NB, 6° 33' 49" OL | 469359 | Meer afbeeldingen      |
| Woonhuis in laat-eclectische stijl                                                                       | Woonhuis                  | ca. 1890                                           |                                        | Brink 40                | 52° 59' 34" NB, 6° 33' 48" OL | 469360 | Meer afbeeldingen      |
| Woonhuis in overgangsstijl                                                                               | Woonhuis                  | ca. 1905                                           |                                        | Brink 36A               | 52° 59' 35" NB, 6° 33' 46" OL | 469361 | Meer afbeeldingen      |
| Dubbel woonhuis in eclectische stijl                                                                     | Woonhuis                  | verm. 1860 (oorspr.) verbouwd in 1893 en 1984      |                                        | Brink 32A               | 52° 59' 36" NB, 6° 33' 47" OL | 469362 | Meer afbeeldingen      |
| Winkel annex woonhuis in eclectische neorenaissance stijl                                                | Woonhuis                  | late 19e eeuw                                      | J. van Houten                          | Gedempte Singel 2       | 52° 59' 43" NB, 6° 33' 48" OL | 469363 | Meer afbeeldingen      |
| Woning met drogisterij                                                                                   | Woonhuis                  | 1810                                               |                                        | Nieuwe Huizen 8         | 52° 59' 44" NB, 6° 33' 50" OL | 469364 | Meer afbeeldingen      |
| Bethelkerk (voormalige synagoge)                                                                         | Kerk en kerkonderdeel     | 1901                                               | J. Smallenbroek                        | Groningerstraat 14      | 52° 59' 48" NB, 6° 33' 50" OL | 469365 | Meer afbeeldingen      |
| Boerderij, mogelijk behorend bij het nonnenklooster Maria in Campis                                      | Boerderij                 | 17e eeuw (oorspr.) verbouwd in 1972                |                                        | Kloosterstraat 6        | 52° 59' 35" NB, 6° 33' 53" OL | 469366 | Meer afbeeldingen      |
| Woonhuis in een aan de Hollandse renaissance refererende bouwtrant                                       | Woonhuis                  | ca. 1885                                           |                                        | Kloosterstraat 3        | 52° 59' 35" NB, 6° 33' 53" OL | 469367 | Meer afbeeldingen      |
| Huize Ebbenerve                                                                                          | Woonhuis                  | 1873-1875 (oorspr.) verbouwd in 1906-1907          | J. Smallenbroek (verbouwing 1906-1907) | Stationsstraat 11       | 52° 59' 37" NB, 6° 34' 2" OL  | 469368 | Meer afbeeldingen      |
| Krimpenboerderij met zijlangsdeel                                                                        | Boerderij                 | ca. 1860                                           |                                        | Hoofdvaartsweg 162      | 52° 59' 43" NB, 6° 30' 14" OL | 469369 | Meer afbeeldingen      |
| De Lariks                                                                                                | Kasteel, buitenplaats     | 1914-1915                                          | J. Stuivinga                           | De Lariks 1             | 52° 59' 50" NB, 6° 32' 37" OL | 469370 | Meer afbeeldingen      |
| De Eerste Steen                                                                                          | Woonhuis                  | 1906-1907                                          | G. Stel                                | Beilerstraat 82         | 52° 59' 2" NB, 6° 33' 37" OL  | 469371 | Meer afbeeldingen      |
| Zuiderbegraafplaats, toegangshek                                                                         | Erfscheiding              |                                                    |                                        | Beilerstraat 86         | 52° 58' 54" NB, 6° 33' 37" OL | 469372 | Meer afbeeldingen      |
| Poepenhemeltje (schansje)                                                                                | Omwalling                 | 1672                                               |                                        | Rolderhoofdweg          | 52° 59' 34" NB, 6° 36' 9" OL  | 8400   | Meer afbeeldingen      |
| Boswachterswoning                                                                                        | Dienstwoning              | 1813                                               |                                        | Beilerstraat 84         | 52° 58' 60" NB, 6° 33' 41" OL | 8401   | Meer afbeeldingen      |
| Port Natal, theekoepel en duiventil                                                                      | Gezondheidszorg           | 1840 (theekoepel)                                  |                                        | Beilerstraat t.o. 84    | 52° 59' 0" NB, 6° 33' 40" OL  | 8402   | Meer afbeeldingen      |
| Kloosterkerk                                                                                             | Kerk en kerkonderdeel     | 13e eeuw (oorspr.) verbouwd in 1662 en 1817        |                                        | Brink 2-3               | 52° 59' 37" NB, 6° 33' 51" OL | 8403   | Meer afbeeldingen      |
| Ontvangershuis                                                                                           | Klooster, kloosteronderdl | 15e eeuw (keldergewelf) 18e eeuw (tuin)            |                                        | Brink 5-7               | 52° 59' 37" NB, 6° 33' 52" OL | 8405   | Meer afbeeldingen      |
| Huize Tetrode                                                                                            | Kapel                     | 1822                                               |                                        | Brink 8                 | 52° 59' 39" NB, 6° 33' 53" OL | 8406   | Meer afbeeldingen      |
| Huis van Bewaring                                                                                        | Overheidsgebouw           | ca. 1840                                           |                                        | Brink 9                 | 52° 59' 40" NB, 6° 33' 50" OL | 8407   | Meer afbeeldingen      |
| Paleis van Justitie                                                                                      | Gerechtsgebouw            | 1840                                               | A. Kommers                             | Brinkstraat 4           | 52° 59' 40" NB, 6° 33' 50" OL | 8408   | Meer afbeeldingen      |
| Huis zonder verdieping van het Asser type                                                                | Woonhuis                  | ca. 1676                                           |                                        | Brink 30/31a            | 52° 59' 36" NB, 6° 33' 47" OL | 8409   | Meer afbeeldingen      |
| Drostenhuis, rechter bouwhuis                                                                            | Gerechtsgebouw            |                                                    |                                        | Brink 42                | 52° 59' 34" NB, 6° 33' 50" OL | 8410   | Meer afbeeldingen      |
| Jozefkerk                                                                                                | Kerk en kerkonderdeel     | 1845/1848 1986 (restauratie)                       | C.J. Spaan                             | Kerkplein 1             | 52° 59' 33" NB, 6° 33' 36" OL | 8411   | Meer afbeeldingen      |
| Drostenhuis                                                                                              | Klooster, kloosteronderdl | 1774-1778                                          | A.M. Sorg                              | Kloosterstraat 1        | 52° 59' 35" NB, 6° 33' 52" OL | 8412   | Meer afbeeldingen      |
| Drostenhuis, linker bouwhuis (voormalig koetshuis)                                                       | Bijgebouwen kastelen enz. | 1774-1778                                          | A.M. Sorg                              | Brink 1                 | 52° 59' 34" NB, 6° 33' 51" OL | 8413   | Meer afbeeldingen      |
| Huis van twee verdiepingen met monumentale ingangspartij                                                 | Woonhuis                  | 1807                                               |                                        | Markt 7                 | 52° 59' 38" NB, 6° 33' 35" OL | 8414   | Meer afbeeldingen      |
| Gymnasium                                                                                                | Onderwijs en wetenschap   |                                                    | J. Fokkelman                           | Dr. Nassaulaan 5        | 52° 59' 29" NB, 6° 33' 30" OL | 8415   | Meer afbeeldingen      |
| Hotel Overcingel, tuinkoepel                                                                             | Gebouw                    | 1824                                               |                                        | Brink 38                | 52° 59' 33" NB, 6° 33' 47" OL | 8417   | Meer afbeeldingen      |
| Huis van het Asser type met fronton                                                                      | Woonhuis                  | 19e eeuw                                           |                                        | Vaart Noordzijde 26     | 52° 59' 39" NB, 6° 33' 28" OL | 8418   | Meer afbeeldingen      |
| Huis van het Asser type                                                                                  | Woonhuis                  | 19e eeuw                                           |                                        | Vaart Noordzijde 28     | 52° 59' 39" NB, 6° 33' 28" OL | 8419   | Meer afbeeldingen      |
| Huis van het Asser type met kleine bakstenen dakkapel met fronton                                        | Woonhuis                  | 19e eeuw                                           |                                        | Vaart Noordzijde 30     | 52° 59' 39" NB, 6° 33' 27" OL | 8420   | Meer afbeeldingen      |
| Witte Huis                                                                                               | Woonhuis                  | 1826                                               |                                        | Vaart Noordzijde 36     | 52° 59' 39" NB, 6° 33' 25" OL | 8421   | Meer afbeeldingen      |
| Huis van het Asser type                                                                                  | Woonhuis                  |                                                    |                                        | Vaart Noordzijde 48     | 52° 59' 39" NB, 6° 33' 22" OL | 8422   | Meer afbeeldingen      |
| Villa Zonnehoek                                                                                          | Woonhuis                  | ca. 1870                                           |                                        | Vaart Noordzijde 88     | 52° 59' 39" NB, 6° 33' 4" OL  | 8423   | Meer afbeeldingen      |
| Huis van het Asser type met later gewijzigde verhoogde middenpartij                                      | Woonhuis                  | 1839                                               |                                        | Vaart Noordzijde 126    | 52° 59' 40" NB, 6° 32' 46" OL | 8424   | Meer afbeeldingen      |
| Westra-huis                                                                                              | Woonhuis                  | 1856                                               |                                        | Vaart Zuidzijde 33      | 52° 59' 37" NB, 6° 33' 22" OL | 8425   | Meer afbeeldingen      |
| Eenvoudige gepleisterde empire-gevel                                                                     | Woonhuis                  | 1841                                               |                                        | Vaart Zuidzijde 49      | 52° 59' 37" NB, 6° 33' 15" OL | 8426   | Meer afbeeldingen      |
| Verdiepingloos huis met verhoogde begane grond en dakkapel                                               | Woonhuis                  | 1865                                               |                                        | Vaart Zuidzijde 51      | 52° 59' 37" NB, 6° 33' 15" OL | 8427   | Meer afbeeldingen      |
| Verdiepingloos huis met verhoogde begane grond en dakkapel                                               | Woonhuis                  | 1852                                               |                                        | Vaart Zuidzijde 53      | 52° 59' 37" NB, 6° 33' 14" OL | 8428   | Meer afbeeldingen      |